# Newark (Kalifornija)
Newark je grad u američkoj saveznoj državi Kalifornija. Prema popisu stanovništva iz 2010. u njemu je živjelo 42.573 stanovnika.